# Рагнар Густавсон
Рагнар Густавсон (Гетеборг, 28. септембар 1907 — 19. мај 1980) био је шведски фудбалски нападач који је играо за Шведску  на Светском првенству у фудбалу 1934. На клупском нивоу је играо за ГАИС.